# Stiphromyrmex robustus
Stiphromyrmex robustus är en myrart som först beskrevs av Mayr 1868.  Stiphromyrmex robustus ingår i släktet Stiphromyrmex och familjen myror. Inga underarter finns listade i Catalogue of Life.